# (229723) Marcoludwig
(229723) Marcoludwig ist ein Hauptgürtelasteroid, der am 4. November 2007 von Wolfgang Ries von der Sternwarte Altschwendt (Österreich) aus entdeckt wurde und die vorläufige Bezeichnung 2007 GG2 erhielt. 2021 wurde er von der Internationalen Astronomischen Union (IAU) nach dem Amateurastronomen Marco Ludwig benannt.
Die Widmung lautet:
„Marco Ludwig (b. 1982) is a German amateur astronomer and head of the Volkshochschule Observatory in Neumünster. His tireless work in public relations enabled the observatory to be expanded and made it a well-known institution in the German astronomical community.“